# Isla Biddle
Isla Biddle (en inglés: Biddle Island) es una isla estadounidense que se encuentra en el río Wabash, en el centro de Logansport, al oeste de la fusión de los ríos de Eel y el Wabash. La ruta Estatal 329 (Calle Burlington) atraviesa la isla desde ña orilla sur del Wabash. Está deshabitada, pero hay una veintena de residentes temporales privados en la isla.